# سبيل أم محمد علي
سبيل أم محمد علي هو سبيل يقع في منطقة رمسيس في تقاطع شارع الجمهورية وشارع كلوت بك بمدينة القاهرة، مصر. تم بنائه في عام 1867م -1286هـ، من قبل السيدة زيبة خديجة قادين صدقة على روح ابنها الأمير محمد على الصغير ابن محمد علي باشا.

## الوصف
السبيل هو عبارة مبنى نصف دائرة ملئ بالنقوش واللوحات الرخامية والنحاسية، يضم شرفة خشبية بها ثلاث شبابيك وتنتهى الواجهة بصف من الشرفات المحمولة على هيئة الورق النباتى والخماسى، كما توجد على جانبى الشبابيك لوحتان من الجص المحلى بزخارف نباتية وهندسية على يسراهما ثمانية أبيات شعرية، وعلى يسراهما لوحة تأسيسية ذات كتابات تركية من ثمانية أسطر، حيث نقشت والدة محمد على إسمه في هذه اللوحة عرفانا منها ببره وإحسانه آملة أن تنعم معه بدعوات الخير والأجر والجزيل من الله عز وجل.
وكان السبيل يضم العديد من الآبار ذات الماء النقى ويصب في " أكواب نحاسية ويقدم للمارة. كما كانت الخيول تصطف على جوانب السبيل ويقدم لها مياه الشرب.

## الوضع الحالي
السبيل مسجل كأثر تحت رقم (642)وكانت ترجع إدارته لوزارة الأوقاف حتى 2020، تحول السبيل إلى محال تجارية وغرف للسكن ومخازن قبل ذلك كانت الأوقاف قد أجرته كمخازن لجريدة الجمهورية ثم إلى أحد تجار وكالة البلح.
وكان السبيل قد تعرض لتلفيات كبيرة جراء التعامل مع مكوناته بشكل عشوائي وتعرضه لسرقات متعددة، كسرقة بعض الزخارف النُحاسية من منافذه أو تهشُم العديد من الأخشاب العتيقة التي تُزين مشربياته الأثرية، وطلاء بعض مُستأجري إحدى الغرف الأخشاب الأثرية بـلاكيه يُتلف الأخشاب ويخرجها من قيمتها كأثر.
وفي 5 يونيو 2018، اندلع حريق هائل بأحد الفنادق الملاصقة لمبنى السبيل من الجهة الخلفية، وقد امتد الحريق إلى السبيل وألحق به خسائر كبيرة، وقد انهار جزء منه جراء الحريق، وأكد خبير الآثار الدكتور مختار الكسباني، أنها خسائر لا يمكن تعويضها
وعلى إثر هذا الحريق أصدر المجلس الأعلى للأثار، قرارًا برقم 3446 بإخلاء المبنى، وفي 25 نوفمبر 2020، توجه بعض مسئولي الآثار، وتنفيذين من حي الأزبكية، وإداري وزارة الأوقاف، وتم الإخلاء الفعلي لمبنى السبيل وتسليم المبنى بمحضر عمل رسمي لوزارة الأوقاف، ثم نُقلت تبعيته لوزارة الآثار، وتم إغلاق المبنى بالكامل حتى الآن، ولم تتم أي أعمال صيانة أو ترميم للسبيل حتى الآن.